# Los Angeles (U-Boot)
Die USS Los Angeles (SSN-688) war ein Atom-U-Boot der United States Navy und das Typschiff der Los-Angeles-Klasse.

## Geschichte
Die USS Los Angeles wurde als erstes der 62 Atom-U-Boote der Los-Angeles-Klasse am 6. April 1974 bei Newport News Shipbuilding vom Stapel gelassen und von Anne Armstrong, einer Beraterin der Präsidenten Richard Nixon und Gerald Ford, getauft. Am 13. November 1976 wurde sie bei der US Navy in Dienst gestellt. Während einer ihrer Probefahrten am 27. Mai 1977 befand sich Präsident Jimmy Carter an Bord, um die Leistungen der neuen U-Boot-Klasse zu erleben.
Die erste Mission der Los Angeles führte sie 1977 ins Mittelmeer, sie erhielt dafür die Meritorious Unit Citation. Im darauffolgenden Jahr wurde sie zur Pazifikflotte verlegt und in Pearl Harbor stationiert. Von dort aus führte sie fünf Fahrten in den westlichen Pazifik, vier in den nördlichen Pazifik und eine in den Indischen Ozean durch. Sie gewann drei weitere Meritorious Unit Citations und wurde vier Mal mit dem Battle E ausgezeichnet, das die beste Einheit einer Gruppe jedes Jahr verliehen bekommt.
Im Juli 1992 wurde sie in der Mare Island Naval Shipyard einer Überholung unterzogen, bei der neben der Installation technischer Neuerungen (Sonar und Feuerleitsysteme) auch ihr Reaktor mit neuem Brennmaterial aufgefüllt wurde. Nach dieser 31 Monate dauernden Überholung wurde sie im März 1995 wieder in Pearl Harbor stationiert. Im Jahre 1999 wurde die Los Angeles modifiziert, um so genannte Dry Deck Shelter tragen zu können. Dies ist ein Modul, das hinter dem Turm am Rumpf des U-Bootes befestigt wird, durch das Taucher problemlos das getauchte U-Boot verlassen und betreten können.
2008 nahm die Los Angeles an der Übung RIMPAC teil, 2009 an einem Manöver mit der südkoreanischen Marine. Am 2. November 2009 begann die Deaktivierung des U-Bootes. Im Rahmen der Navy Days wurde es am 23. Januar 2010 in Los Angeles deaktiviert. Am 4. Februar 2011 wurde das Boot dann offiziell außer Dienst gestellt. Die Los Angeles wurde im Rahmen des Ship-Submarine Recycling Programs in der Puget Sound Naval Shipyard bis 30. November 2011 zerlegt.
Die Los Angeles war Namensgeber einer der bekanntesten U-Boot Simulationen (für PC und Commodore Amiga) unter dem Namen 688 Attack Sub, das 1989 von Electronic Arts herausgegeben wurde.